# Liste der Stolpersteine in Bingen am Rhein
Die Liste der Stolpersteine in Bingen enthält alle Stolpersteine, welche von Gunter Demnig in Bingen, Bingerbrück, Bingen-Büdesheim und Bingen-Gaulsheim verlegt wurden. Sie sollen an die Opfer des Nationalsozialismus erinnern, die in Bingen ihren letzten bekannten Wohnsitz hatten, bevor sie deportiert, ermordet, vertrieben oder in den Suizid getrieben wurden.
Hinweis: Die Liste ist sortierbar. Durch Anklicken eines Spaltenkopfes wird die Liste nach dieser Spalte sortiert, zweimaliges Anklicken kehrt die Sortierung um. Durch das Anklicken zweier Spalten hintereinander lässt sich jede gewünschte Kombination erzielen.

## Liste der Stolpersteine
| Adresse                                          | Verlegt       | NS-Opfer                                          | Inschrift                                                                                              | Bild | Kollektion | Lage |
| ------------------------------------------------ | ------------- | ------------------------------------------------- | --- | ---- | ---------- | ---- |
| Schmittstraße 9 · Bingen ·                       | 13. Feb. 2005 | Emanuel Rosenthal Jg. 1888                        | deportiert 1942 Lublin ???                                                                             |      |            |      |
| Schmittstraße 9 · Bingen ·                       | 13. Feb. 2005 | Alice Rosenthal geb. Kohlmann Jg. 1893            | deportiert 1942 Lublin ???                                                                             |      |            |      |
| Schlossbergstraße 42 · Bingen ·                  | 7. Aug. 2006  | Klara Hausmann geb. Wohlgemuth Jg. 1890           | deportiert nach Auschwitz ???                                                                          |      |            |      |
| Schmittstraße 49 · Bingen ·                      | 7. Aug. 2006  | Rosa Marcus Jg. 1870                              | deportiert 1942 Theresienstadt Tot 12.10.1942                                                          |      |            |      |
| Schmittstraße 49 · Bingen ·                      | 7. Aug. 2006  | Adele Marcus Jg. 1878                             | deportiert 1942 Theresienstadt Tot 14.3.1943                                                           |      |            |      |
| Schmittstraße 49 · Bingen ·                      | 7. Aug. 2006  | Emma Marcus Jg. 1876                              | deportiert 1942 Theresienstadt Tot 13.3.1943                                                           |      |            |      |
| Schmittstraße 49 · Bingen ·                      | 7. Aug. 2006  | Hugo Marcus Jg. 1874                              | deportiert 1942 Theresienstadt Tot 9.1.1944                                                            |      |            |      |
| Schmittstraße 49 · Bingen ·                      | 7. Aug. 2006  | Henny Marcus Jg. 1882                             | deportiert 1942 Auschwitz ???                                                                          |      |            |      |
| Basilikastraße 3 · Ecke Kaufhausgasse · Bingen · | 7. Aug. 2006  | Ida Dehmel geb. Coblenz Jg. 1870                  | gedemütigt / entrechtet Flucht in den Tod 29.9.1942 Hamburg                                            |      |            |      |
| Schloßstraße 2 · Bingerbrück ·                   | 4. Juni 2007  | Hermann Herz Jg. 1888                             | deportiert 1942 Lublin ???                                                                             |      |            |      |
| Schloßstraße 2 · Bingerbrück ·                   | 4. Juni 2007  | Selma Herz geb. Löwenstein Jg. 1897               | deportiert 1942 Lublin ???                                                                             |      |            |      |
| Schloßstraße 2 · Bingerbrück ·                   | 4. Juni 2007  | Harry Löwenstein Jg. um 1910                      | ??? |      |            |      |
| Gaustraße 42 · Bingen ·                          | 4. Juni 2007  | Josefine Marx geb. Mayer Jg. 1879                 | deportiert 1942 Lublin ???                                                                             |      |            |      |
| Gaustraße 42 · Bingen ·                          | 4. Juni 2007  | Arthur Marx Jg. 1879                              | deportiert 1942 Lublin ???                                                                             |      |            |      |
| Gaustraße 11 · Bingen ·                          | 4. Juni 2007  | Karl Gross Jg. 1876                               | deportiert 1942 Theresienstadt Tot 1.2.1944                                                            |      |            |      |
| Gaustraße 11 · Bingen ·                          | 4. Juni 2007  | Agnes Gross geb. Neuberger Jg. 1883               | deportiert 1942 Theresienstadt ???                                                                     |      |            |      |
| Gaustraße 11 · Bingen ·                          | 4. Juni 2007  | Bertha Gross Jg. 1906                             | deportiert 1942 Izbicat ???                                                                            |      |            |      |
| Schmittstraße 33 · Bingen ·                      | 4. Juni 2007  | Arthur Marx Jg. 1898                              | deportiert 1942 Lublin ???                                                                             |      |            |      |
| Schmittstraße 33 · Bingen ·                      | 4. Juni 2007  | Irma Marx geb. Koppel Jg. 1898                    | deportiert 1942 Lublin ???                                                                             |      |            |      |
| Schmittstraße 33 · Bingen ·                      | 4. Juni 2007  | Gisela Marx Jg. 1930                              | deportiert 1942 Lublin ???                                                                             |      |            |      |
| Schmittstraße 33 · Bingen ·                      | 4. Juni 2007  | Doris Marx Jg. 1930                               | deportiert 1942 Lublin ???                                                                             |      |            |      |
| Amtstraße 13 · Bingen ·                          | 4. Juni 2007  | Mathilde Bär geb. Seligmann Jg. 1884              | deportiert 1942 Lublin ???                                                                             |      |            |      |
| Amtstraße 13 · Bingen ·                          | 4. Juni 2007  | Walter Bär Jg. 1911                               | Flucht 1939 Jugoslawien ermordet 1941 in Zasavica                                                      |      |            |      |
| Amtstraße 13 · Bingen ·                          | 4. Juni 2007  | Frieda Bär geb. Marx Jg. 1911                     | Flucht 1939 Jugoslawien ermordet 1941 in Zasavica                                                      |      |            |      |
| Speisemarkt 14 · Bingen ·                        | 4. Juni 2007  | Paul Steinberg Jg. 1878                           | Flucht in den Tod 4.12.1934                                                                            |      |            |      |
| Speisemarkt 14 · Bingen ·                        | 4. Juni 2007  | Paula Steinberg geb. Marx Jg. 1884                | deportiert 1942 Lublin ???                                                                             |      |            |      |
| Rochusstraße 10 · Bingen ·                       | 4. Juni 2007  | Karl Koppel Jg. 1891                              | deportiert 1942 Lublin ???                                                                             |      |            |      |
| Rochusstraße 10 · Bingen ·                       | 4. Juni 2007  | Herta Koppel geb. Wolf Jg. 1891                   | deportiert 1942 Lublin ???                                                                             |      |            |      |
| Rochusstraße 10 · Bingen ·                       | 4. Juni 2007  | Kurt Koppel Jg. 1921                              | deportiert 1942 Lublin ???                                                                             |      |            |      |
| Mariahilfstraße 8 · Bingen ·                     | 4. Juni 2007  | Edith Lebrecht Jg. 1926                           | deportiert 1942 Theresienstadt ???                                                                     |      |            |      |
| Am Burggraben 1 · Bingen ·                       | 4. Juni 2007  | Moritz Nathan Jg. 1861                            | deportiert 1942 Theresienstadt Tot 22.11.1942                                                          |      |            |      |
| Am Burggraben 1 · Bingen ·                       | 4. Juni 2007  | Rosalie Nathan geb. Lazarus Jg. 1868              | deportiert 1942 Theresienstadt Tot 11.1.1943                                                           |      |            |      |
| Am Burggraben 1 · Bingen ·                       | 4. Juni 2007  | August Lazarus Jg. 1867                           | deportiert 1942 Theresienstadt Tot 15.11.1942                                                          |      |            |      |
| Mainzer Straße 45 · Bingen ·                     | 19. Feb. 2009 | Edmund Simon Jg. 1877                             | deportiert 1942 Lublin ???                                                                             |      |            |      |
| Mainzer Straße 45 · Bingen ·                     | 19. Feb. 2009 | Meta Simon geb. Goldstein Jg. 1886                | deportiert 1942 Lublin ???                                                                             |      |            |      |
| Hospitalstraße, MVB · Bingen ·                   | 19. Feb. 2009 | Simon Berg Jg. 1869                               | deportiert 1942 Theresienstadt ermordet 27.4.1944                                                      |      |            |      |
| Hospitalstraße, MVB · Bingen ·                   | 19. Feb. 2009 | Siegfried Freundlich Jg. 1883                     | deportiert 1942 Lublin ???                                                                             |      |            |      |
| Hospitalstraße, MVB · Bingen ·                   | 19. Feb. 2009 | Carola Freundlich geb. Meyer verw. Stern Jg. 1891 | deportiert 1942 Lublin ???                                                                             |      |            |      |
| Hospitalstraße, MVB · Bingen ·                   | 19. Feb. 2009 | Alfred Stern Jg. 1917                             | Flucht 1933 Frankreich verhaftet interniert Drancy erschossen auf Transport nach Auschwitz             |      |            |      |
| Schmittstraße 35 · Bingen ·                      | 19. Feb. 2009 | Juliane Rosam geb. Nathan Jg. 1874                | deportiert 1942 Theresienstadt Tot 11.11.1942                                                          |      |            |      |
| Schlossbergstraße 6 · Bingen ·                   | 19. Feb. 2009 | Thekla Feist geb. Kahn Jg. 1897                   | deportiert 1942 Lublin ???                                                                             |      |            |      |
| Schlossbergstraße 6 · Bingen ·                   | 19. Feb. 2009 | Ellen Feist Jg. 1926                              | Flucht 1939 Belgien interniert Malines deportiert 1942 Auschwitz ???                                   |      |            |      |
| Schlossbergstraße 6 · Bingen ·                   | 19. Feb. 2009 | Lotte Feist Jg. 1923                              | Flucht 1939 Belgien interniert Malines deportiert 1942 Auschwitz ???                                   |      |            |      |
| Schlossbergstraße 6 · Bingen ·                   | 19. Feb. 2009 | Selma Kahn geb. Speier Jg. 1875                   | deportiert 1942 Theresienstadt Tot 17.3.1945                                                           |      |            |      |
| Schlossbergstraße 6 · Bingen ·                   | 19. Feb. 2009 | Klara Kahn Jg. 1899                               | deportiert 1942 Lublin ???                                                                             |      |            |      |
| Schlossbergstraße 18 · Bingen ·                  | 19. Feb. 2009 | Max Mayer Jg. 1886                                | deportiert 1942 Lublin ???                                                                             |      |            |      |
| Gaustraße 11 · Bingen ·                          | 19. Feb. 2009 | Ernst Gross Jg. 1880                              | deportiert 1942 Lublin ???                                                                             |      |            |      |
| Gaustraße 11 · Bingen ·                          | 19. Feb. 2009 | Selma Gross geb. Simon Jg. 1890                   | deportiert 1942 Lublin ???                                                                             |      |            |      |
| Gaustraße 11 · Bingen ·                          | 19. Feb. 2009 | Pauline Simon geb. Hirsch Jg. 1866                | deportiert 1942 Theresienstadt Tot 3.11.1942                                                           |      |            |      |
| Gaustraße 21 · Bingen ·                          | 19. Feb. 2009 | Ella Gross geb. Cahn Jg. 1883                     | deportiert 1942 Lublin ???                                                                             |      |            |      |
| Burgstraße 8 · Bingen-Büdesheim ·                | 19. Feb. 2009 | Amalie Bermann geb. Feist Jg. 1853                | deportiert 1942 Theresienstadt Tot 17.11.1942                                                          |      |            |      |
| Burgstraße 8 · Bingen-Büdesheim ·                | 19. Feb. 2009 | Felix Bermann Jg. 1884                            | deportiert 1942 Lublin ???                                                                             |      |            |      |
| Burgstraße 8 · Bingen-Büdesheim ·                | 19. Feb. 2009 | Delphine Bermann geb, Wendel Jg. 1884             | deportiert 1942 Lublin ???                                                                             |      |            |      |
| Saarlandstraße 162 · Bingen-Büdesheim ·          | 19. Feb. 2009 | Siegfried Feist Jg. 1870                          | deportiert 1942 Theresienstadt Tot 1.4.1943.                                                           |      |            |      |
| Saarlandstraße 162 · Bingen-Büdesheim ·          | 19. Feb. 2009 | Jenny Kaufmann geb. Feist Jg. 1874                | deportiert 1942 Theresienstadt Tot 5.1.1943                                                            |      |            |      |
| Saarlandstraße 162 · Bingen-Büdesheim ·          | 19. Feb. 2009 | Klara Feist Jg. 1875                              | deportiert 1942 Theresienstadt ???                                                                     |      |            |      |
| Saarlandstraße 162 · Bingen-Büdesheim ·          | 19. Feb. 2009 | Mathilde Feist Jg. 1881                           | deportiert 1942 Lublin ???                                                                             |      |            |      |
| Rupertsberg 8 · Bingerbrück ·                    | 31. Aug. 2011 | Moritz Wolff Jg. 1880                             | deportiert 1942 Piaski ???                                                                             |      |            |      |
| Rupertsberg 8 · Bingerbrück ·                    | 31. Aug. 2011 | Else Wolff geb. Seligmann Jg. 1887                | deportiert 1942 Piaski ???                                                                             |      |            |      |
| Benediktusgarten 9 · Bingerbrück ·               | 31. Aug. 2011 | Ludwig Müller Jg. 1887                            | deportiert 1942 Piaski ???                                                                             |      |            |      |
| Benediktusgarten 9 · Bingerbrück ·               | 31. Aug. 2011 | Klara Müller geb. Willstädter Jg. 1897            | deportiert 1942 Piaski ???                                                                             |      |            |      |
| Benediktusgarten 9 · Bingerbrück ·               | 31. Aug. 2011 | Fritz Müller Jg. 1925                             | deportiert 1942 Piaski ermordet in Majdanek                                                            |      |            |      |
| Benediktusgarten 9 · Bingerbrück ·               | 31. Aug. 2011 | Ruth Müller Jg. 1929                              | deportiert 1942 Piaski ???                                                                             |      |            |      |
| Gaustraße 42 · Bingen ·                          | 31. Aug. 2011 | Ludwig Seligmann Jg. 1875                         | deportiert 1942 Theresienstadt Tot 1.11.1942                                                           |      |            |      |
| Gaustraße 42 · Bingen ·                          | 31. Aug. 2011 | Emilie Kleeblatt geb. Seligmann Jg. 1880          | deportiert 1942 Richtung Osten ???                                                                     |      |            |      |
| Schlossbergstraße 25 · Bingen ·                  | 31. Aug. 2011 | Ferdinand Simon Jg. 1868                          | deportiert 1942 Theresienstadt Tot 28.12.1942                                                          |      |            |      |
| Schlossbergstraße 25 · Bingen ·                  | 31. Aug. 2011 | Bertha Simon geb. Levy Jg. 1873                   | deportiert 1942 Theresienstadt Tot 7.3.1943                                                            |      |            |      |
| Kapuzinerstraße 3 · Bingen ·                     | 31. Aug. 2011 | Sophie Münzner geb. Albert Jg. 1871               | deportiert 1942 Theresienstadt ermordet 1944 in Auschwitz                                              |      |            |      |
| Kapuzinerstraße 3 · Bingen ·                     | 31. Aug. 2011 | Ludwig Münzner Jg. 1911                           | deportiert 1942 Piaski ???                                                                             |      |            |      |
| Mainzer Straße 31 · Bingen ·                     | 31. Aug. 2011 | Lili Brück geb. Natt Jg. 1892                     | deportiert 1942 Piaski ???                                                                             |      |            |      |
| Mainzer Straße 31 · Bingen ·                     | 31. Aug. 2011 | Lotte Brück Jg. 1922                              | Flucht 1939 Holland interniert Westerbork deportiert 1942 Auschwitz ermordet 30.9.1942                 |      |            |      |
| Mainzer Straße 357 · Bingen-Gaulsheim ·          | 5. Nov. 2013  | Theodor Boll Jg. 1880                             | deportiert 1942 Piaski ???                                                                             |      |            |      |
| Mainzer Straße 357 · Bingen-Gaulsheim ·          | 5. Nov. 2013  | Johanette Boll geb. Wolf Jg. 1883                 | deportiert 1942 Piaski ???                                                                             |      |            |      |
| Kurfürstenstraße 3 · Bingen ·                    | 5. Nov. 2013  | Richard Strauss Jg. 1872                          | Flucht 1933 Holland interniert Westerbork deportiert 1944 ermordet in Auschwitz                        |      |            |      |
| Kurfürstenstraße 3 · Bingen ·                    | 5. Nov. 2013  | Helene Strauss geb. Kann Jg. 1885                 | Flucht 1933 Holland interniert Westerbork deportiert 1944 ermordet in Auschwitz                        |      |            |      |
| Kurfürstenstraße 3 · Bingen ·                    | 5. Nov. 2013  | Elise Strauss Jg. 1909                            | Flucht 1933 Holland interniert Westerbork deportiert 1944 ermordet in Auschwitz                        |      |            |      |
| Kurfürstenstraße 3 · Bingen ·                    | 5. Nov. 2013  | Lea Strauss Jg. 1921                              | Flucht 1933 Holland interniert Westerbork deportiert 1944 ermordet in Auschwitz                        |      |            |      |
| Mainzer Straße 10 · Bingen ·                     | 5. Nov. 2013  | Ernst Wolf Jg. 1895                               | deportiert 1942 Piaski ???                                                                             |      |            |      |
| Mainzer Straße 10 · Bingen ·                     | 5. Nov. 2013  | Marianne Wolf geb. Schwalbe Jg. 1904              | deportiert 1942 Piaski ???                                                                             |      |            |      |
| Mainzer Straße 10 · Bingen ·                     | 5. Nov. 2013  | Marion Wolf Jg. 1928                              | deportiert 1942 Piaski ???                                                                             |      |            |      |
| Rochusstraße 3 · Bingen ·                        | 5. Nov. 2013  | Adolf Rosenstock Jg. 1883                         | deportiert 1942 Piaski ermordet in Auschwitz                                                           |      |            |      |
| Rochusstraße 3 · Bingen ·                        | 5. Nov. 2013  | Selma Rosenstock geb. Fink Jg. 1894               | deportiert 1942 Piaski ermordet in Auschwitz                                                           |      |            |      |
| Rochusstraße 3 · Bingen ·                        | 5. Nov. 2013  | Herbert Rosenstock Jg. 1928                       | deportiert 1942 Piaski ermordet in Auschwitz                                                           |      |            |      |
| Gaustraße 14 · Bingen ·                          | 5. Nov. 2013  | Sally Sommer Jg. 1881                             | deportiert 1942 Piaski ermordet in Majdanek                                                            |      |            |      |
| Gaustraße 14 · Bingen ·                          | 5. Nov. 2013  | Ida Sommer geb. Blumenthal Jg. 1893               | deportiert 1942 Piaski ermordet in Majdanek                                                            |      |            |      |
| Gaustraße 14 · Bingen ·                          | 5. Nov. 2013  | Erwin Sommer Jg. 1922                             | deportiert 1942 Piaski Majdanek ermordet 19.8.1942                                                     |      |            |      |
| Gaustraße 14 · Bingen ·                          | 5. Nov. 2013  | Heinz Sommer Jg. 1926                             | deportiert 1942 Piaski ermordet in Majdanek                                                            |      |            |      |
| Rathausstraße 20 · Bingen ·                      | 5. Nov. 2013  | Karl Keller Jg. 1889                              | deportiert 1942 Piaski ???                                                                             |      |            |      |
| Rathausstraße 20 · Bingen ·                      | 5. Nov. 2013  | Eva Keller geb. Salomon Jg. 1891                  | deportiert 1942 Piaski ???                                                                             |      |            |      |
| Rathausstraße 20 · Bingen ·                      | 5. Nov. 2013  | Walter Keller Jg. 1921                            | deportiert 1943 Ermordet in Auschwitz                                                                  |      |            |      |
| Rathausstraße 20 · Bingen ·                      | 5. Nov. 2013  | Ruth Keller Jg. 1924                              | deportiert 1942 Piaski ???                                                                             |      |            |      |
| r Mainzer Straße 40 · Bingen ·                   | 6. Juli 2015  | Rosa Schmalz geb. Kahn Jg. 1876                   | deportiert 1942 Theresienstadt 1944 Auschwitz Ermordet                                                 |      |            |      |
| Rheinstraße 10 · Bingen ·                        | 6. Juli 2015  | Julius Stern Jg. 1883                             | deportiert 1942 Theresienstadt 1943 Auschwitz Ermordet                                                 |      |            |      |
| Rheinstraße 10 · Bingen ·                        | 6. Juli 2015  | Selma Stern geb. Mayer Jg. 1888                   | deportiert 1942 Theresienstadt 1943 Auschwitz Ermordet                                                 |      |            |      |
| Rheinstraße 10 · Bingen ·                        | 6. Juli 2015  | Fritz Stern Jg. 1914                              | Flucht 1936 USA                                                                                        |      |            |      |
| Beuchergasse 13 · Bingen ·                       | 6. Juli 2015  | August Stern Jg. 1877                             | deportiert 1942 Theresienstadt 1944 Auschwitz Ermordet                                                 |      |            |      |
| Beuchergasse 13 · Bingen ·                       | 6. Juli 2015  | Paula Stern geb. Oppenheimer Jg. 1883             | deportiert 1942 Theresienstadt 1944 Auschwitz Ermordet                                                 |      |            |      |
| Beuchergasse 13 · Bingen ·                       | 6. Juli 2015  | Walter Stern Jg. 1907                             | deportiert 1942 Piaski Schicksal unbekannt                                                             |      |            |      |
| Beuchergasse 13 · Bingen ·                       | 6. Juli 2015  | Ilse Stern verh. Frohmann Jg. 1912                | deportiert 1941 Lodz/Litzmannstadt 1944 Christianstadt 1945 Todesmarsch Bergen-Belsen befreit/überlebt |      |            |      |
| Gaustraße 55 · Bingen ·                          | 6. Juli 2015  | Fanny Wolf geb. Rosenbaum Jg. 1871                | deportiert 1942 Theresienstadt ermordet 16.1.1944                                                      |      |            |      |
| Gaustraße 55 · Bingen ·                          | 6. Juli 2015  | Martin Wolf Jg. 1895                              | deportiert 1942 Piaski Schicksal unbekannt                                                             |      |            |      |
| Gaustraße 55 · Bingen ·                          | 6. Juli 2015  | Eugen Wolf Jg. 1892                               | deportiert 1942 Piaski Schicksal unbekannt                                                             |      |            |      |
| Gaustraße 55 · Bingen ·                          | 6. Juli 2015  | Gertrud Wolf geb. Levy Jg. 1903                   | deportiert 1942 Piaski ermordet 31.3.1942 Belzec                                                       |      |            |      |
| Gaustraße 55 · Bingen ·                          | 6. Juli 2015  | Marie Wolf Jg. 1928                               | deportiert 1942 Piaski ermordet 1942 Belzec                                                            |      |            |      |
| Gaustraße 55 · Bingen ·                          | 6. Juli 2015  | Klara Rosenbaum Jg. 1867                          | deportiert 1942 Theresienstadt ermordet 9.4.1943                                                       |      |            |      |
| Gaustraße 55 · Bingen ·                          | 6. Juli 2015  | Katharina Rosenbaum Jg. 1869                      | deportiert 1942 Theresienstadt ermordet 30.10.1942                                                     |      |            |      |
| Schlossbergstraße 26 · Bingen ·                  | 7. Nov. 2017  | Arthur Hecht Jg. 1892                             | ‘Schutzhaft’ 1938 Buchenwald Ermordet 24.12.1938                                                       |      |            |      |
| Schlossbergstraße 26 · Bingen ·                  | 7. Nov. 2017  | Maya Hecht geb. Pfifferling Jg. 1900              | deportiert 1942 Sobibor Ermordet                                                                       |      |            |      |
| Salzstraße 7–9 · Bingen ·                        | 7. Nov. 2017  | David Friedmann Jg. 1880                          | deportiert 1942 Piaski Ermordet                                                                        |      |            |      |
| Salzstraße 7–9 · Bingen ·                        | 7. Nov. 2017  | Jenny Friedmann geb. Sommer Jg. 1888              | deportiert 1942 Piaski Ermordet                                                                        |      |            |      |
| Kapuzinerstraße 4 · Bingen ·                     | 7. Nov. 2017  | Amelie Durlacher Jg. 1877                         | deportiert 1942 Theresienstadt Befreit                                                                 |      |            |      |
| Mainzer Straße 31 · Bingen ·                     | 7. Nov. 2017  | Eugen Mandel Jg. 1872                             | deportiert 1942 Theresienstadt Ermordet 19.12.1942                                                     |      |            |      |
| Mainzer Straße 31 · Bingen ·                     | 7. Nov. 2017  | Paula Mandel geb. Brück Jg. 1884                  | deportiert 1942 Theresienstadt 1943 Auschwitz Ermordet                                                 |      |            |      |
| Mainzer Straße 47–51 · Bingen ·                  | 7. Nov. 2017  | Lilli Hohmann Jg. 1891                            | gedemütigt / entrechtet Flucht in den Tod 21.3.1942                                                    |      |            |      |
| Mainzer Straße 47–51 · Bingen ·                  | 7. Nov. 2017  | Fritz Hohmann Jg. 1893                            | gedemütigt / entrechtet Flucht in den Tod 9.7.1942 Mainz                                               |      |            |      |